# Rottjärnen (Ramsjö socken, Hälsingland)
Rottjärnen är en sjö i Ljusdals kommun i Hälsingland och ingår i Ljungans huvudavrinningsområde. Sjön har en area på 0,107 kvadratkilometer och ligger 315,1 meter över havet.

## Delavrinningsområde
Rottjärnen ingår i det delavrinningsområde (690821-149317) som SMHI kallar för Utloppet av Hedsjön. Medelhöjden är 352 meter över havet och ytan är 18,01 kvadratkilometer. Räknas de 2 avrinningsområdena uppströms in blir den ackumulerade arean 43,49 kvadratkilometer. Juån (Lillån) som avvattnar avrinningsområdet har biflödesordning 2, vilket innebär att vattnet flödar genom totalt 2 vattendrag innan det når havet efter 163 kilometer. Avrinningsområdet består mestadels av skog (77 procent). Avrinningsområdet har 2,05 kvadratkilometer vattenytor vilket ger det en sjöprocent på 11,4 procent.